# Aldeia Tiriós
Aldeia Tiriyó (também conhecida como Trio ou Tarëno) é uma aldeia o noroeste do estado brasileiro do Pará, nos municípios de Oriximiná e Almeirim, dentro do Parque Indígena de Tumucumaque desde a década de 1960 (nas proximidades dos rios Trombetas, Cuminá e Paru).
Na aldeia vivem os grupos étnicos: Tiriyó, Aramixó, Aramayana, Akuriyó, Piyanokotó, Saküta, Ragu, Yawi, Prouyana, Okomoyana, Wayarikuré, Pianoi, Aramagoto, Kirikirigoto, Arimihoto, Maraxó, Katxuyana, Txikuyana, Ewarhuyana e, Akuriyó. O contato com os não-índios ocorreu a partir da década de 1950 por iniciativa de militares e missionários franciscanos.

## Etimologia
Na língua local tarëno e usado como uma identificação, "Wü Tarëno" que em português significa "Eu sou daqui, dessa região”. Antigamente diversos grupos compartilhavam uma faixa de terras, com o contato com os missionários brasileiros e surinameses, todos esses grupos foram englobados sob a denominação “Tiriyó” (no Brasil) e “Trio” (no Suriname).